# Gunung Obar (berg i Indonesien)
Gunung Obar är ett berg i Indonesien. Det ligger i den västra delen av landet, 1 500 km nordväst om huvudstaden Jakarta. Toppen på Gunung Obar är 572 meter över havet.
Terrängen runt Gunung Obar är huvudsakligen kuperad, men norrut är den bergig.Runt Gunung Obar är det ganska glesbefolkat, med 40 invånare per kvadratkilometer. I omgivningarna runt Gunung Obar växer i huvudsak städsegrön lövskog.